# Cambeva davisi
Cambeva davisi es una especie de peces de la familia Trichomycteridae en el orden de los Siluriformes. Es la especie tipo del género Cambeva.

## Morfología
• Los machos pueden llegar alcanzar los 6 cm de longitud total.

## Distribución geográfica
Se encuentra en el Brasil.